# Bletsoe Castle
Bletsoe Castle ist die Ruine eines spätmittelalterlichen, befestigten Herrenhauses im Dorf Bletsoe in der englischen Grafschaft Bedfordshire.

## Geschichte
John Pattishall ließ Bletsoe Castle errichten. Er erhielt 1327 die königliche Lizenz, ein existierendes Herrenhaus am Ostrand von Bletsoe zu befestigen (engl.: Licence to Crenellate). Pattishall hatte um 1313 das Erbe der Grundherrschaft angetreten, aber nach dem Tod seiner Mutter 1324 erbte er zusätzliche Ländereien, was ihm erlaubte, um eine königliche Erlaubnis zur Befestigung nachzusuchen. Die Burg war der Geburtsort von Margaret Beaufort, Countess of Richmond and Derby, deren Sohn später zu König Heinrich VII. gekrönt wurde. Ihr Geburtsjahr ist unsicher; es soll entweder der 31. Mai 1441 oder der 31. Mai 1443 gewesen sein.
Ende des 16. oder Anfang des 17. Jahrhunderts wurde ein neues Gebäude um die alte Burg errichtet. Sein Grundriss war quadratisch und es hatte drei oder vier Stockwerke und Giebelfenster. Der größte Teil dieses späteren Gebäudes wurde später wieder abgerissen, wodurch ein sehr viel kleineres Gebäude übriggeblieben ist, das immer noch Teile der alten Burg enthält und innerhalb der mittelalterlichen Erdwerke liegt.
Heute ist das Ensemble ein Scheduled Monument und English Heritage hat es als historisches Gebäude II*. Grades gelistet. Der mittelalterliche Burggraben hat einen Durchmesser von 130 Metern, ist durchschnittlich 18 Meter breit und 2,4 Meter tief. Er ist teilweise mit Wasser gefüllt, aber sein südlicher Abschnitt wurde beim Bau landwirtschaftlicher Gebäude über dem Graben zerstört.